# Zygmunt Józef Pawłowicz

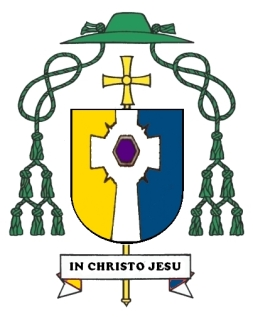
Wappen von Weihbischof Zygmunt Józef Pawłowicz

Zygmunt Józef Pawłowicz (* 18. November 1927 in Danzig; † 18. März 2010 ebenda) war römisch-katholischer Weihbischof in Danzig.

## Leben
Zygmunt Józef Pawłowicz aufgrund des Zweiten Weltkriegs erst 1947 sein Abitur am Lyzeum in Chełmża ablegen. Er trat anschließend in das Priesterseminar des Bistums Danzig in Pelplin ein und empfing am 20. September 1952 das Sakrament der Priesterweihe. 1952 war er zunächst Vikar in der Pfarrei in Gdańsk Stogi. Da er sich weigerte, sich auf die Liste der „Patrioten-Priester“ setzen zu lassen, musste er Danzig verlassen und war 1953 in Wiele im Bistum Kulm tätig. Nach kurzem Vikariat in Nowy Dwór Gdański war er bis 1957 in Sopot.
Von 1957 bis 1964 war er in der Diözesankurie von Bischof Edmund Nowicki als Notar tätig. 1959 absolvierte er ein Aufbaustudium an der Katholischen Universität Lublin, das er mit einem Lizenziat in Theologie abschloss. Er war als Sekretär der Synodenkommission maßgeblich beteiligt an der II. Danziger Synode von 1961.
Von 1964 bis 1966 war Zygmunt Pawłowicz Pfarrer in Stegna bei Danzig, wo er unter anderem das ehemalige KZ Stutthof betreute. Von 1966 bis 1985 war er Pfarrer in Gdańsk Brzeźno. Ab 1971 war er zudem in der Diözesanverwaltung tätig und wurde 1973 zum Monsignore ernannt. 1976 wurde er an der Katholischen Akademie Warschau (ATK) mit der Arbeit Religiös-historische Anthropologie nach Franz Sawicki zum Dr. theol. promoviert. 1985 habilitierte er sich mit einer Arbeit über Die Lehre postkonziliarer europäischer Synoden über den Menschen in Dogmatik. Er lehrte ab 1974 am Danziger Priesterseminar Fundamentaltheologie, ab 1990 zudem Religionsphilosophie und Dogmatik und veröffentlichte über 150 Aufsätze und über 20 Werke.
Am 10. August 1985 ernannte ihn Papst Johannes Paul II. zum Titularbischof von Tamallula und zum Weihbischof im Erzbistum Danzig. Józef Kardinal Glemp, Erzbischof von Warschau, spendete ihm am 7. September 1985 in der Danziger Marienkirche die Bischofsweihe; Mitkonsekratoren waren Tadeusz Gocłowski CM, Bischof von Danzig, und Marian Przykucki, Bischof von Kulm.
In demselben Jahr wurde er zum Generalvikar des Erzbischöflichen Ordinariates von Danzig ernannt. Er war Dompropst des Doms zu Oliwa. In der Bischofskonferenz war Zygmunt Pawłowicz Mitglied der Kommission für die Angelegenheiten des Klerus, des Wissenschaftsrates und des Rates für den Dialog mit den Nichtgläubigen. 1990 wurde er Sektenbeauftragter der polnischen Bischofskonferenz. Am 24. Januar 2005 wurde seinem aus Altersgründen vorgebrachten Rücktrittsgesuch stattgegeben.
Bischof Zygmunt Józef Pawłowicz starb am 18. März 2010 nach schwerer Krankheit. Seine letzte Ruhestätte fand er in der Krypta der Bischöfe von Danzig in der Kathedrale des Erzbistums Danzig in Oliwa (ehemals Zisterzienser-Klosterkirche).

## Schriften
- Nauka posoborowych synodów europejskich o człowieku. 1984 (Habilitationsschrift).
- Kościoły Gdańska i Sopotu. Wydawnictwo Diecezji Gdańskiej Stella Maris, Gdańsk 1991, ISBN 83-8511116-6.
- Sakrament bierzmowania: katechezy i nabożeństwa przygotowujące do bierzmowania. 1992.
- Człowiek a Eucharystia. Wydawnictwo Archidiecezji Gdańskiej Stella Maris, Gdańsk 1993.
- Kościół i sekty w Polsce. Wydawnictwo Archidiecezji Gdańskiej, 2. Auflage Gdańsk 1996, ISBN 83-8511110-7.
- ABC o sektach. Wydawnictwo Stella Maris, Gdańsk 2000, ISBN 83-8511130-1.
- Kościół i państwo w PRL: (1944–1989). Wydawnictwo Oficyna Pomorska, 2004, ISBN 83-8652722-6.
- Eucharystia: źródło i szczyt. Bernardinum, 2006, ISBN 83-7380-356-4.
- Leksykon Kościołów, ruchów religijnych i sekt w Polsce. Kuria Metropolitalna, 2008, ISBN 83-60134-33-2.